# Creve Coeur Township
Die Creve Coeur Township ist eine von 28 Townships im St. Louis County im Osten des US-amerikanischen Bundesstaates Missouri und Bestandteil der Metropolregion Greater St. Louis. Das U.S. Census Bureau hat bei der Volkszählung 2020 eine Einwohnerzahl von 39.312 ermittelt.

## Geografie
Die Creve Coeur Township liegt im westlichen Vorortbereich von St. Louis. Der Mississippi, der die Grenze zu Illinois bildet, befindet sich rund 25 km östlich, der Missouri River rund 3 km nordwestlich.
Die Creve Coeur Township liegt auf 38° 40′ N, 90° 23′ W und erstreckt sich über 37,6 km².
Die Creve Coeur Township liegt im nördlichen Zentrum des St. Louis County und grenzt im Nordosten an die Midland Township, im Osten an die University Township, im Südosten an die Clayton Township, im Süden und Südwesten an die Missouri River Township sowie im Westen und Nordwesten an die Maryland Heights Township.

## Verkehr
In Nord-Süd-Richtung führt die Interstate 270, die westliche Umgehungsstraße von St. Louis, durch das Zentrum der Creve Coeur Township. Parallel dazu verläuft am Ostrand der Township der U.S. Highway 67. Entlang des nördlichen Randes der Township verläuft in West-Ost-Richtung die Missouri State Route 340. Bei allen weiteren Straßen innerhalb der Township handelt es sich um innerstädtische Verbindungsstraßen.
Der Lambert-Saint Louis International Airport liegt rund 10 km nördlich der Creve Coeur Township.

## Demografische Daten
Nach der Volkszählung im Jahr 2010 lebten in der Creve Coeur Township 36.560 Menschen in 16.264 Haushalten. Die Bevölkerungsdichte betrug 972,3 Einwohner pro Quadratkilometer. In den 16.264 Haushalten lebten statistisch je 2,22 Personen.
Ethnisch betrachtet setzte sich die Bevölkerung zusammen aus 71,2 Prozent Weißen, 15,7 Prozent Afroamerikanern, 0,2 Prozent amerikanischen Ureinwohnern, 9,7 Prozent Asiaten sowie 1,1 Prozent aus anderen ethnischen Gruppen; 2,1 Prozent stammten von zwei oder mehr Ethnien ab. Unabhängig von der ethnischen Zugehörigkeit waren 3,0 Prozent der Bevölkerung spanischer oder lateinamerikanischer Abstammung.
21,0 Prozent der Bevölkerung waren unter 18 Jahre alt, 59,7 Prozent waren zwischen 18 und 64 und 19,3 Prozent waren 65 Jahre oder älter. 53,2 Prozent der Bevölkerung war weiblich.
Das mittlere jährliche Einkommen eines Haushalts lag bei 66.647 USD. Das Pro-Kopf-Einkommen betrug 41.389 USD. 8,8 Prozent der Einwohner lebten unterhalb der Armutsgrenze.

## Ortschaften
Die Bevölkerung der Creve Coeur Township lebt in folgenden Ortschaften:
Citys
- Creve Coeur1
- Maryland Heights2
- Olivette
- Overland3

1 – teilweise in der Missouri River und der Maryland Heights Township

2 – über sechs umliegende Townships verteilt

3 – überwiegend in der Midland Township